# Берет (коммуна)
Бере́т (фр. Berhet, брет. Berc'hed) — коммуна во Франции, находится в регионе Бретань. Департамент — Кот-д’Армор. Входит в состав кантона Бегар. Округ коммуны — Ланьон.
Код INSEE коммуны — 22006.

## География
Коммуна расположена приблизительно в 420 км к западу от Парижа, в 140 км северо-западнее Ренна, в 45 км к северо-западу от Сен-Бриё.

## Население
Население коммуны на 2016 год составляло 253 человека.
| 1962 | 1968 | 1975 | 1982 | 1990 | 1999 | 2008 | 2016 |
| ---- | ---- | ---- | ---- | ---- | ---- | ---- | ---- |
| 192  | 223  | 187  | 181  | 217  | 211  | 209  | 253  |

## Администрация
| Период | Период | Фамилия      | Партия                          | Примечания    |
| ------ | ------ | ------------ | ------------------------------- | ------------- |
| 1947   | 1983   | Луи Меррер   |                                 |               |
| 1983   | 2001   | Фанш Перю    | Демократический бретонский союз | преподаватель |
| 2001   | 2014   | Жан-Ив Бурво | Разные правые                   | фермер        |

## Экономика
В 2007 году среди 133 человек в трудоспособном возрасте (15—64 лет) 99 были экономически активными, 34 — неактивными (показатель активности — 74,4 %, в 1999 году было 69,4 %). Из 99 активных работали 87 человек (49 мужчин и 38 женщин), безработных было 12 (4 мужчины и 8 женщин). Среди 34 неактивных 15 человек были учениками или студентами, 5 — пенсионерами, 14 были неактивными по другим причинам.

## Достопримечательности
- Часовня Нотр-Дам-де-Конфор[фр.] (XVI век). Исторический памятник с 1922 года[3]
- Часовня Сент-Брижит (1850 год)

## Фотогалерея

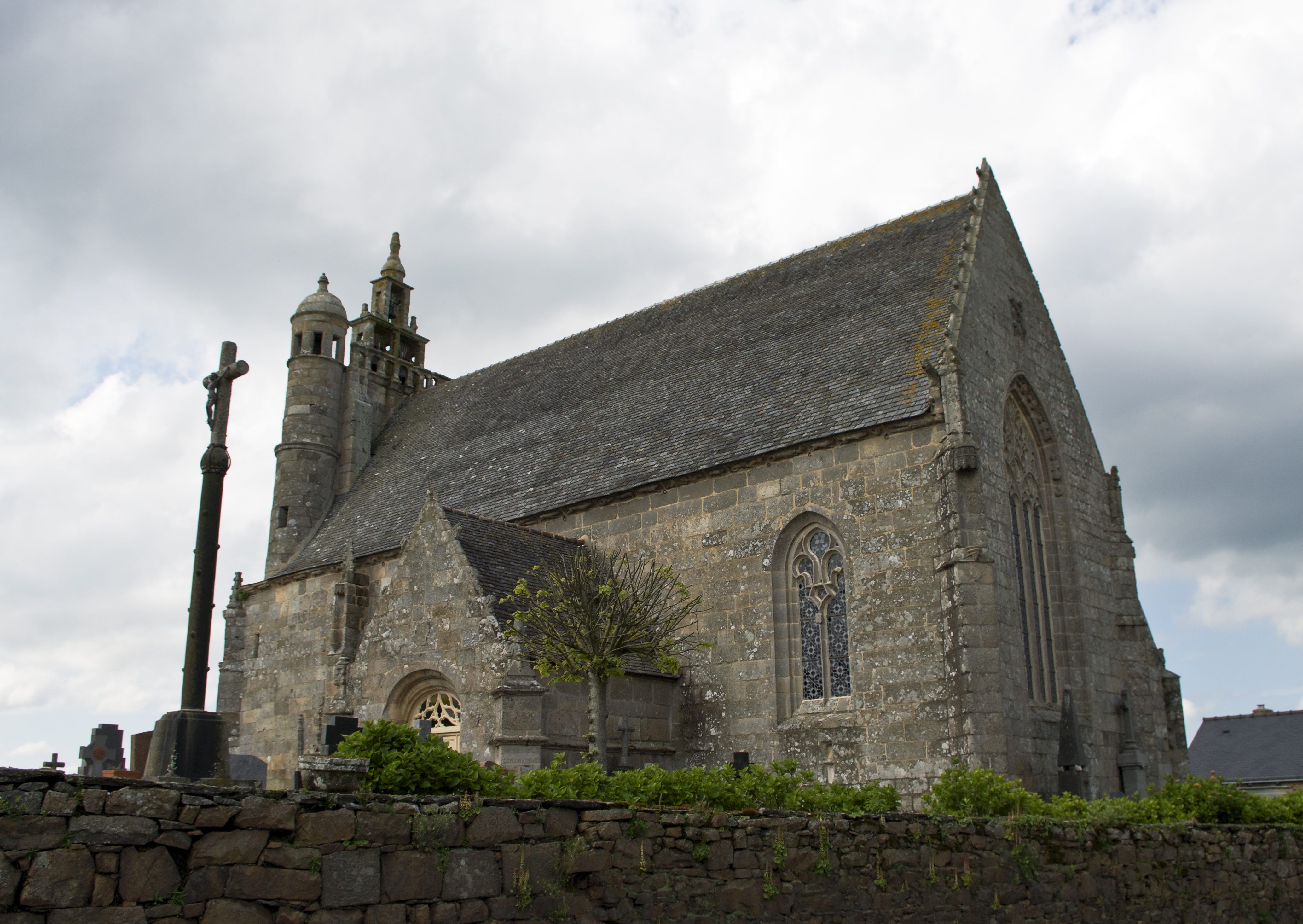
Часовня Нотр-Дам
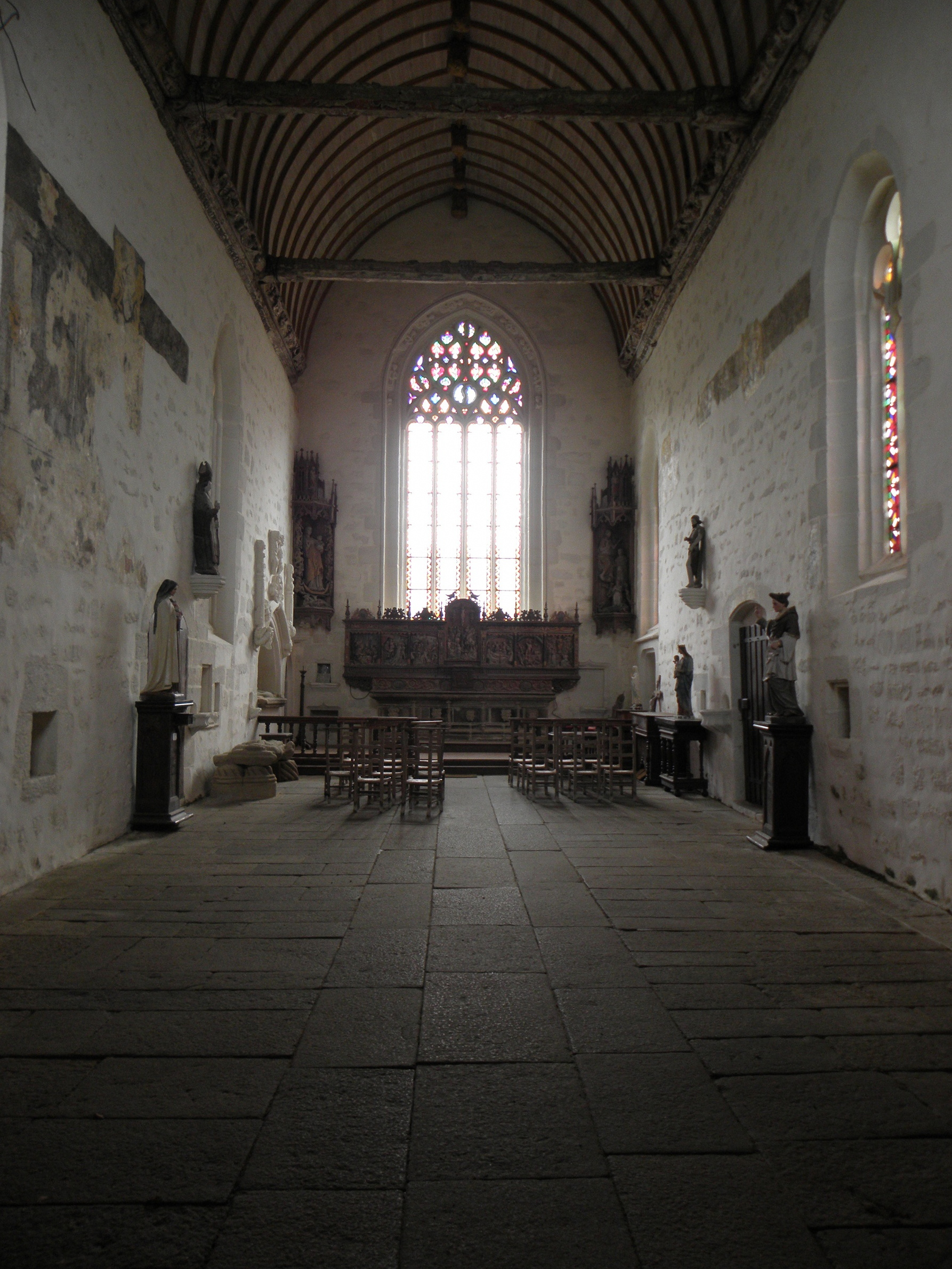
Интерьер церкви Нотр-Дам
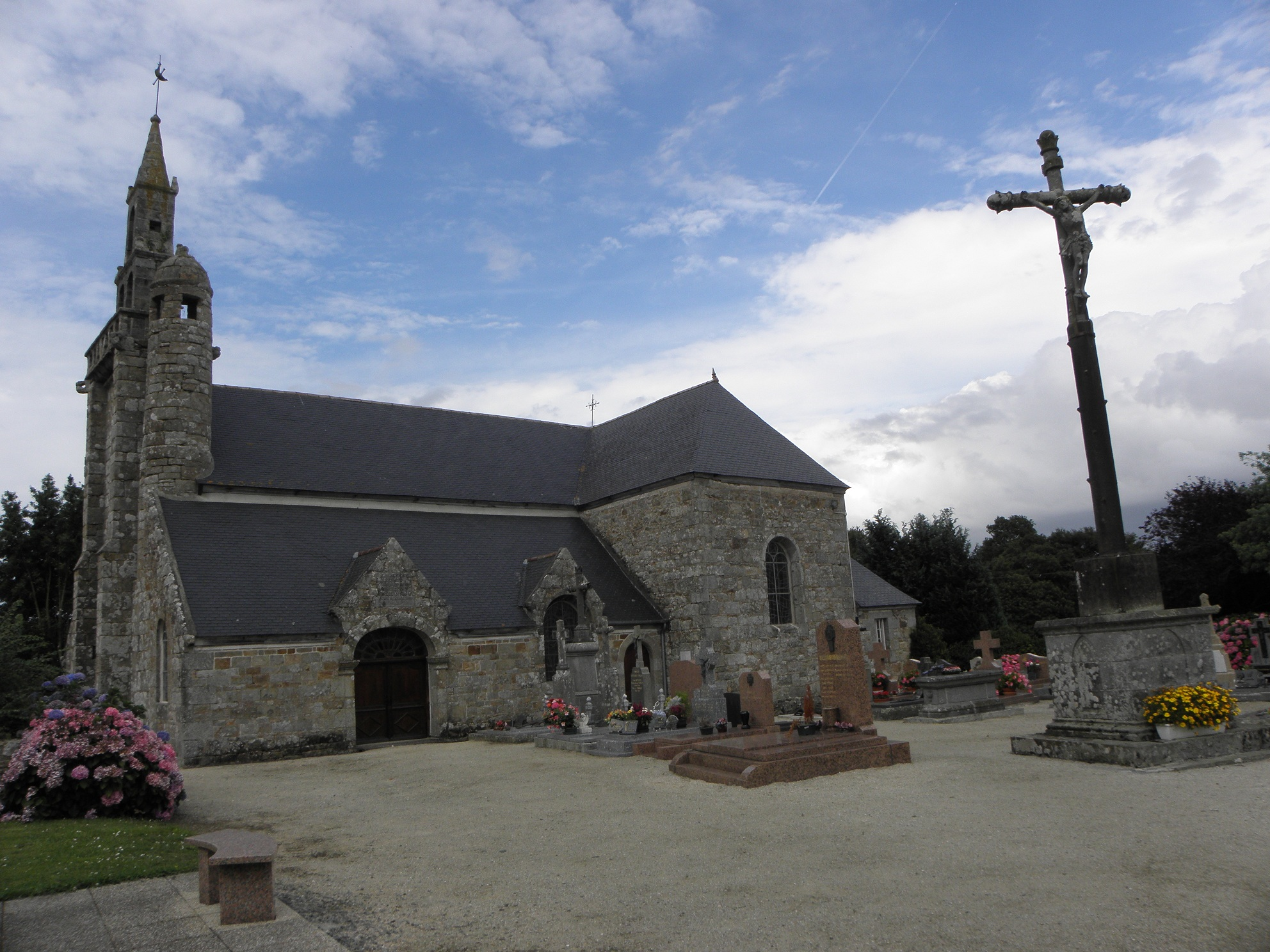
Часовня Сент-Брижит
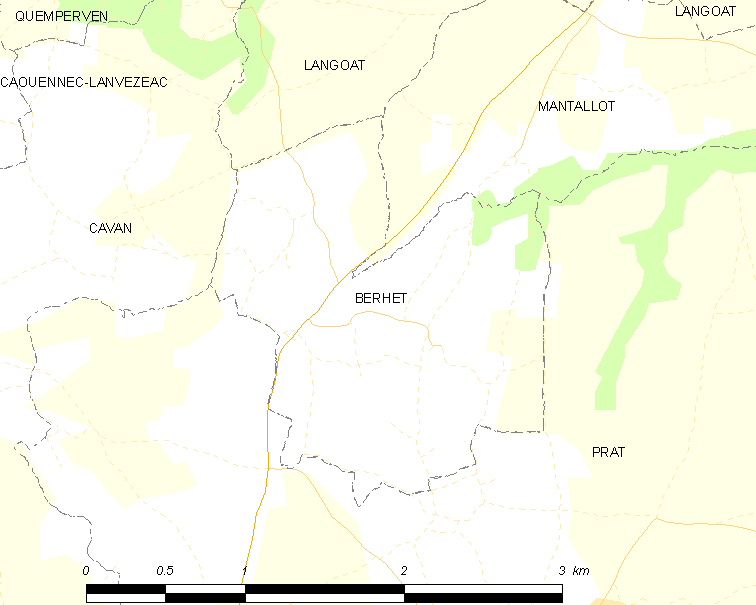
Карта коммуны